# Vulcano (astronomia)
Vulcano era un ipotetico pianeta del sistema solare, con un'orbita interna a quella di Mercurio, introdotto dal matematico Urbain Le Verrier nel 1859 per spiegare alcune anomalie del moto di Mercurio (rispetto alle previsioni della legge di gravitazione universale di Newton).

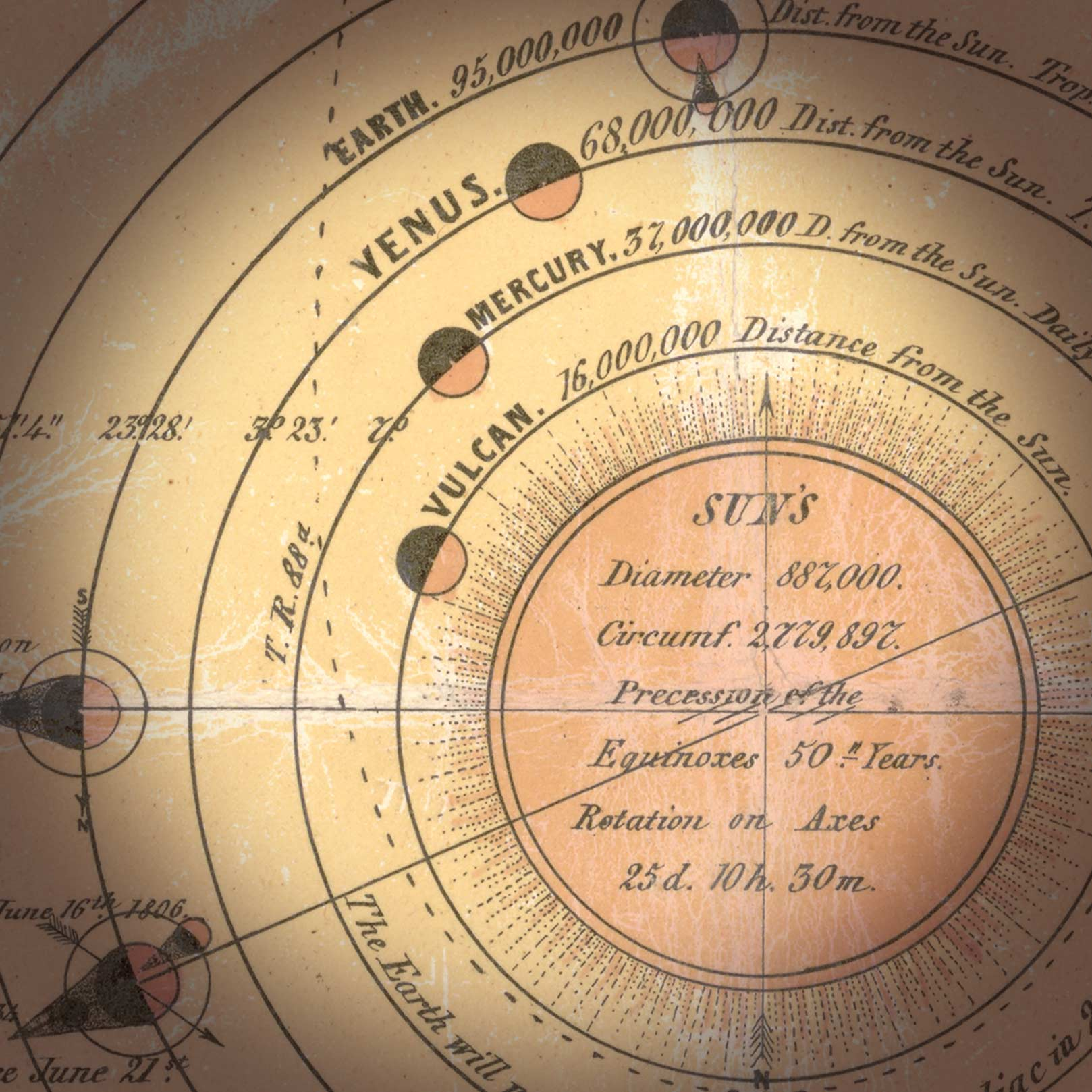
Mappa del sistema solare che riproduce l'ipotetica orbita di Vulcano intorno al Sole, in una litografia del 1846 di E. Jones e G.W. Newman.

Numerose ricerche furono condotte per trovarlo ma, nonostante occasionali dichiarazioni a riguardo della sua osservazione, l'esistenza del pianeta non trovò mai conferma. Lo stesso Le Verrier ne aveva annunciato la scoperta il 2 gennaio 1860, accreditandola all'astronomo amatoriale Edmond Modeste Lescarbault, che credette di averne osservato il transito il 26 marzo 1859. Nei primi anni sessanta dell'Ottocento si erano susseguiti i presunti avvistamenti di Vulcano, accompagnati sempre da voci critiche - tra le principali quella dell'astronomo Emmanuel Liais. Durante l'eclissi solare del 1878, due eminenti astronomi statunitensi, James Craig Watson e Lewis Swift, credettero di aver finalmente trovato il pianeta.
Con l'introduzione delle apparecchiature fotografiche nell'osservazione astronomica, la possibilità che potesse esistere un pianeta più interno di Mercurio perse sempre più di attendibilità. D'altra parte, l'anomalia nel moto di Mercurio rimaneva incomprensibile. Fu infine Albert Einstein nel 1915 a spiegarla nell'ambito della teoria della relatività generale mettendo così fine all'ipotesi dell'esistenza del pianeta.

## Gli indizi
Nel 1840, François Arago, direttore dell'osservatorio di Parigi, suggerì al matematico Urbain Le Verrier di analizzare l'orbita di Mercurio. Obiettivo di tale studio sarebbe stato quello di costruire un modello predittivo basato sulle leggi del moto di Newton e sulla legge della gravitazione universale. Nel 1843, Le Verrier pubblicò i risultati preliminari dei suoi calcoli, la cui affidabilità avrebbe dovuto essere verificata in occasione del transito di Mercurio del 1848. Le previsioni, a ogni modo, non combaciarono con le osservazioni e nel riferirlo Le Verrier si domandò se ciò fosse dovuto a un errore nei calcoli da lui eseguiti o se ci potesse essere una spiegazione fisica alternativa.
Ripreso il lavoro, nel 1859 Le Verrier pubblicò uno studio ancor più approfondito del moto di Mercurio, che teneva conto delle osservazioni del pianeta condotte tra il 1801 e il 1842 dall'osservatorio di Parigi e di 14 transiti. Il rigore dello studio fu tale che ulteriori differenze con le osservazioni avrebbero dovuto essere spiegate da un fattore fisico sconosciuto. In effetti, alcune discrepanze perdurarono. Il valore osservato della precessione del perielio dell'orbita di Mercurio, infatti, eccedeva la previsione della meccanica newtoniana di 43 arcosecondi per secolo.
Le Verrier ipotizzò che ciò potesse essere spiegato dall'influenza gravitazionale di un piccolo pianeta all'interno dell'orbita di Mercurio e propose il nome Vulcano per l'oggetto. Un'alternativa che considerò, fu che fosse troppo basso il valore che era stato stimato per la massa di Venere. Sebbene a posteriori sappiamo che così non fosse, anche Le Verrier escluse tale ipotesi perché avrebbe introdotto delle perturbazioni, che non erano osservate, anche nel moto della Terra. A chi obiettò che un pianeta luminoso non avrebbe potuto non essere stato osservato durante un'eclissi solare, Le Verrier propose come spiegazione alternativa l'esistenza di tanti piccoli asteroidi in una fascia intramercuriana.
Nel 1846, Le Verrier aveva applicato la stessa tecnica ai dati orbitali di Urano conducendo alla scoperta di Nettuno il 23 settembre di quell'anno. L'episodio fu salutato come un trionfo della meccanica newtoniana, la prova definitiva della sua validità e la reputazione scientifica di Le Verrier ne fu grandemente aumentata. La considerazione di cui godeva era tale che le sue argomentazioni a supporto dell'esistenza di corpi intramercuriani ricevettero ampio credito e si iniziò attivamente a cercare il pianeta.

## La ricerca

### La presunta scoperta

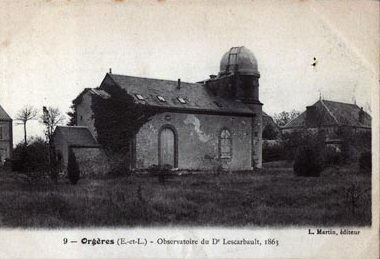
L'osservatorio di Edmond Modeste Lescarbault, a Orgères-en-Beauce.

Il 22 dicembre 1859, Le Verrier ricevette una lettera nella quale il medico e astronomo amatoriale Edmond Modeste Lescarbault (1814-1894) affermava di aver osservato quell'anno un transito del pianeta. Le Verrier prese il treno e si recò a Orgères-en-Beauce, a 70 km a sud-ovest di Parigi, dove Lescarbault aveva costruito il suo piccolo osservatorio. Giunto senza aver dato alcun preavviso a riguardo della propria visita, Le Verrier pose diverse domande a Lescarbault per verificare la veridicità delle sue affermazioni.
Lescarbault descrisse come il 26 marzo 1859 avesse visto una macchia circolare e scura sul disco solare, che stava osservando con il suo modesto telescopio rifrattore di 95 mm di apertura. Pensando che fosse una macchia solare, non se ne meravigliò. Andò a visitare alcuni pazienti e al rientro si rese conto che la macchia si era spostata. Avendo osservato il transito di Mercurio del 1845, suppose di star assistendo a un altro transito, ma di un oggetto di cui non fosse nota l'esistenza. Prese alcune frettolose misure della posizione e della direzione del moto e, utilizzando un orologio a pendolo, stimò la durata del transito in un'ora, 17 minuti e 9 secondi.
Le Verrier si ritenne soddisfatto e il 2 gennaio 1860 annunciò la scoperta di Vulcano a un incontro dell'Académie des sciences a Parigi. Lescarbault fu insignito della Legion d'onore e invitato a presenziare a numerose società scientifiche. Sulla base delle osservazioni di Lescarbault, Le Verrier calcolò l'orbita di Vulcano. Supponendo che fosse quasi circolare, stimò un raggio medio di 21 000 000 chilometri (0,14 au), il periodo di rivoluzione in 19 giorni e 17 ore, l'inclinazione orbitale in 12 gradi e 10 primi. Osservata dalla Terra, l'elongazione massima del pianeta sarebbe stata di 8 gradi. Predisse, inoltre, i successivi transiti del pianeta. Stimò inoltre il diametro di Vulcano in 2000 km, valore troppo piccolo per essere ritenuto responsabile da solo delle perturbazioni indotte nel moto di Mercurio. Le Verrier suggerì, nuovamente, che potesse trattarsi dell'oggetto più grande di una cintura di asteroidi intramercuriani.
Camille Flammarion diede nel 1911 una versione meno lusinghiera dell'incontro a Orgères-en-Beauce, riferendo che Lescarbault, nonostante la buona fede, non avesse conservato alcuna registrazione delle osservazioni e dovette ricostruirle durante il colloquio con Le Verrier, che avrebbe dovuto essere più scrupoloso - a suo dire - nell'accertarne la correttezza. Nell'aprile del 1860, inoltre, l'astronomo Emmanuel Liais che nel 1859 si era trasferito dall'osservatorio di Parigi a Rio De Janeiro su richiesta del governo brasiliano, contestò le osservazioni di Lescarbault. Liais si era trovato a osservare il Sole nello stesso momento in cui Lescarbault registrò il transito di Vulcano, senza rilevare l'evento e utilizzando un telescopio più potente. Liais dichiarò: «Sono quindi in grado di negare chiaramente e con certezza [che sia avvenuto] il passaggio di un pianeta sul Sole nel momento indicato», fornendo anche delle possibili spiegazioni alternative.
Nel novembre del 1860, Simon Newcomb stimò la magnitudine apparente che avrebbe dovuto avere Vulcano ed espresse scetticismo che un tale pianeta, se fosse esistito, non fosse mai stato osservato. Valutò inoltre la possibilità che non fosse un pianeta a perturbare l'orbita di Mercurio, ma una cintura di asteroidi (di diverse centinaia di oggetti, stimò), interna all'orbita dello stesso Mercurio. Newcomb continuò a interessarsi al problema: nel 1882 avrebbe ricalcolato la precessione del perielio dell'orbita di Mercurio, migliorandone la stima rispetto al valore rilevato da Le Verrier, e nel 1894 sarebbe tornato a indicare nella cintura di asteroidi la migliore spiegazione del fenomeno.

### Le osservazioni dei primi anni

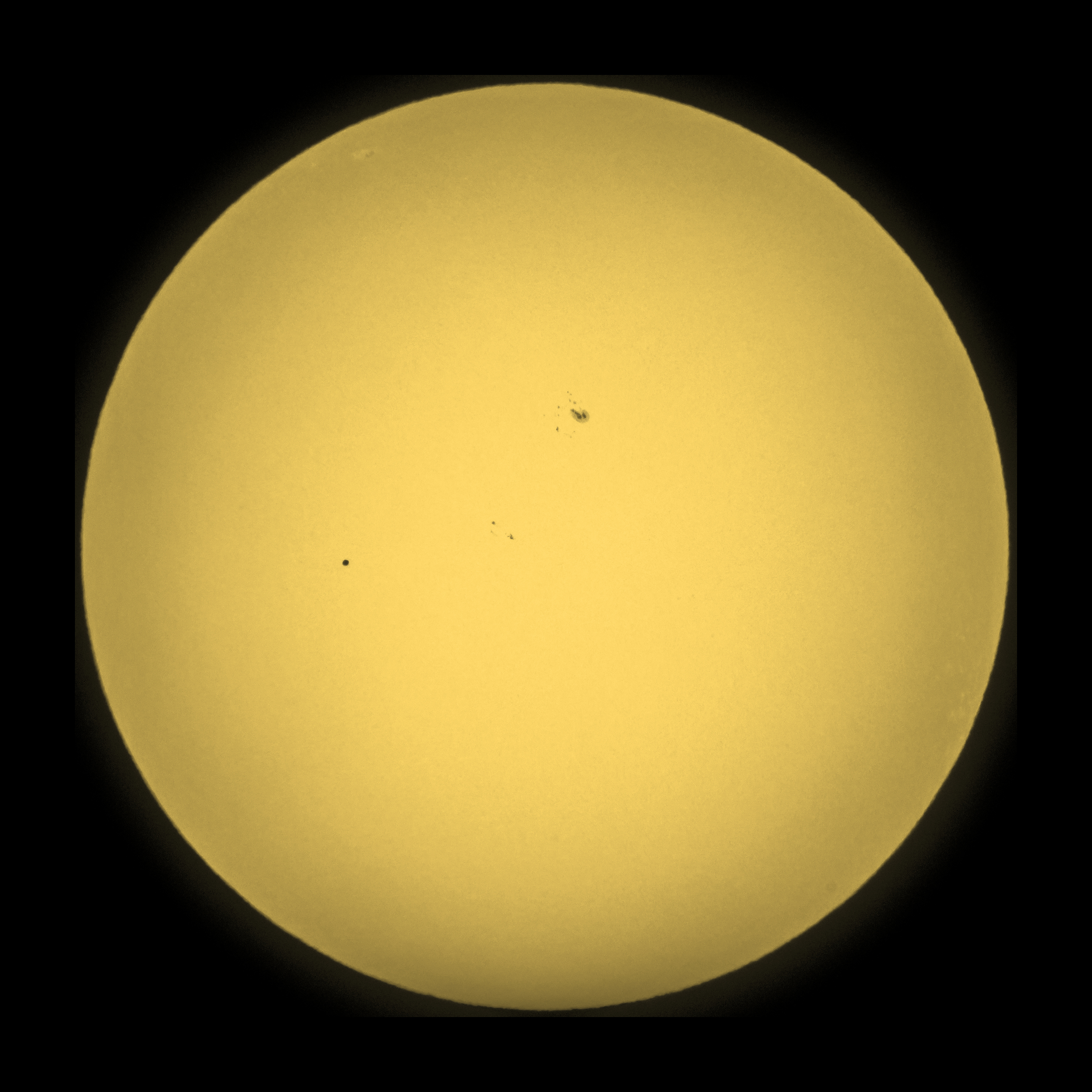
Fotografia acquisita durante il transito di Mercurio del 9 maggio 2016. Vulcano sarebbe stato ancor più difficile da osservare. Sul disco solare sono presenti anche delle macchie.

Negli archivi furono cercate annotazioni compatibili con l'osservazione di Vulcano senza che questo fosse stato riconosciuto come un pianeta. Furono prese in considerazione l'osservazione del 6 gennaio 1818 di «un corpo opaco attraversare il disco solare», registrata dall'avvocato e astrofilo inglese Capel Lofft (1751-1824) e l'osservazione del 26 giugno 1819 di «due piccole macchie sul Sole, rotonde, nere e di dimensioni diverse» da parte del medico bavarese Franz von Gruithuisen (1774-1852). Anche l'astronomo tedesco Johann Wilhelm Pastorff (1767-1838) aveva annotato di aver più volte osservato una coppia di macchie sul disco solare: il 23 ottobre 1822, il 24 e il 25 luglio 1823, sei volte nel 1834 (annotando le dimensioni: 3 arcsec la maggiore e 1,25 arcsec l'altra e la separazione), il 18 ottobre e il 1º novembre 1836 e il 16 febbraio 1837.
La mattina del 29 gennaio 1860, subito dopo le 8, F. A. R. Russell e altre tre persone a Londra videro il presunto transito di un pianeta intramercuriano. Un osservatore statunitense, Richard Covington, dichiarò nel 1876 di aver osservato una macchia scura dal bordo ben definito attraversare il disco solare all'incirca nel 1860, quando si trovava nel Territorio di Washington.
Il 1861 trascorse senza presunti avvistamenti di Vulcano, ma il 20 marzo 1862, tra le otto e le nove del mattino, W. Lummis, un astronomo amatoriale di Manchester, osservò una macchia scura, circolare e dal contorno definito, procedere velocemente sul disco solare. Chiamato un amico a vedere l'evento, questi poté confermarlo. Tenendo conto anche di questa osservazione, due astronomi francesi, Benjamin Valz e Rodolphe Radau, ricalcolarono indipendentemente il periodo orbitale di Vulcano, concludendo l'uno che fosse di 17 giorni e 13 ore, l'altro di 19 giorni e 22 ore.
Infine, l'8 maggio 1865 un altro astronomo amatoriale ottomano, di formazione francese, Aristide Coumbary, osservò un presunto transito da Istanbul. Coumbary, che era stato incaricato di estendere il servizio telegrafico in Turchia, eseguiva anche osservazioni astronomiche e solari. Per le sue conoscenze nella meteorologia, nel 1868 Coumbary sarebbe stato chiamato - su suggerimento di Le Verrier - a dirigere l'Osservatorio Imperiale di Istanbul al momento della sua fondazione.

### L'eclissi del 1878

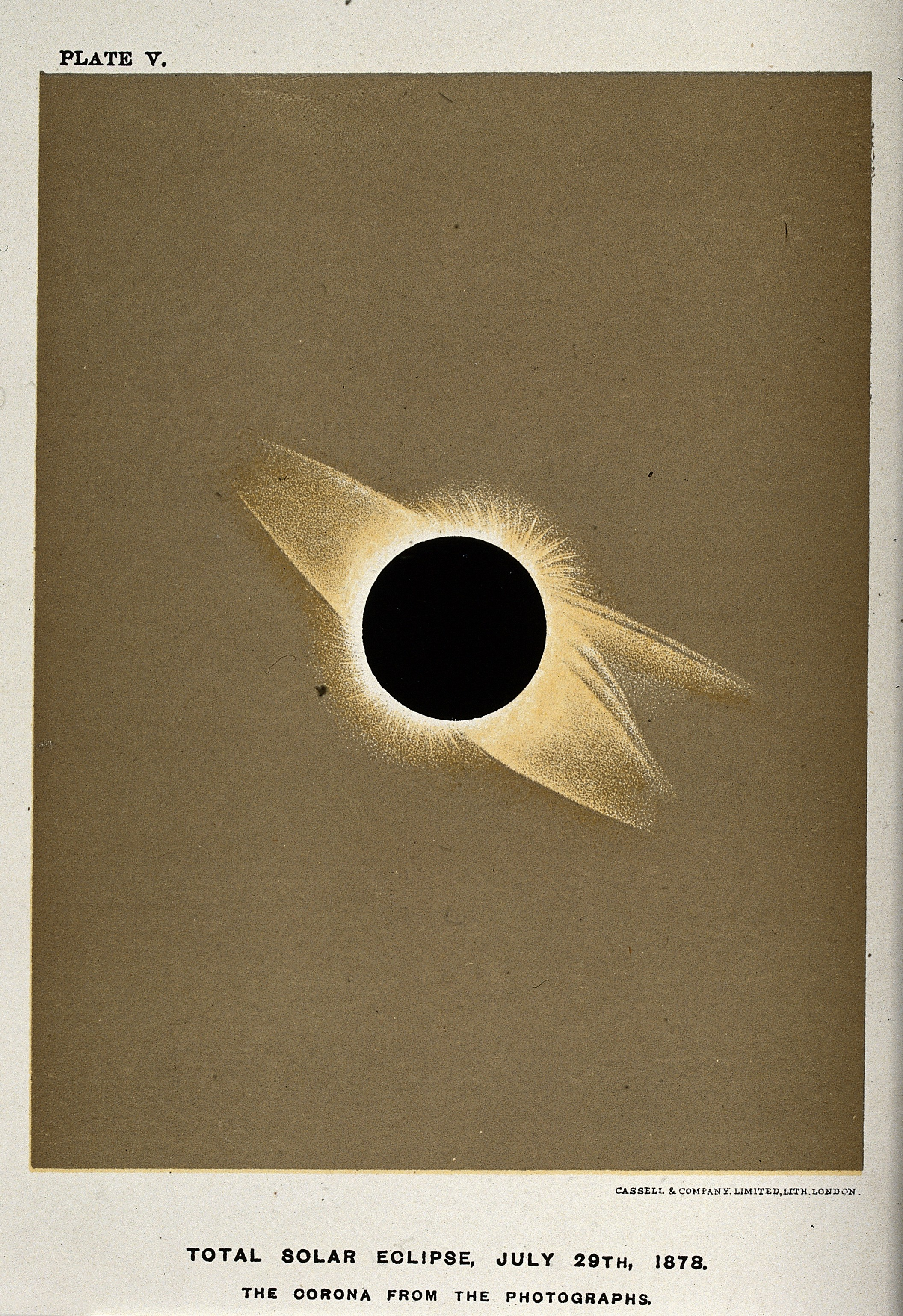
La corona solare in una stampa di una fotografia acquisita durante l'eclissi del 29 luglio 1878

Tra il 1866 e il 1878 non si registrò alcuna osservazione attendibile dell'ipotetico pianeta. Rimarcabilmente, né Heinrich Schwabe (1789-1875), né Richard Christopher Carrington (1826-1875), due astronomi che avevano dedicato gran parte della loro carriera all'osservazione del Sole, avevano segnalato l'individuazione del pianeta prima della loro morte. D'altra parte, il transito di Mercurio del 6 maggio 1878 aveva sostanzialmente confermato la bontà dei calcoli di Le Verrier, morto nel 1877.
Le eclissi solari avrebbero dovuto costituire una delle migliori occasioni per l'osservazione di Vulcano, ma da quella del luglio del 1860 visibile dalla Spagna, del pianeta non era stata trovata traccia. Durante l'eclissi solare del 29 luglio 1878, due astronomi con elevata esperienza, il professore James Craig Watson, direttore dell'osservatorio di Detroit, in Michigan, e Lewis Swift, un astrofilo, affermarono di aver visto un pianeta in prossimità del Sole che avrebbe potuto essere Vulcano. Watson, che seguiva l'eclissi dal Wyoming, posizionò il pianeta a circa 2,5 gradi a sud-ovest del Sole e stimò la sua luminosità pari a una magnitudine di 4,5. Swift, che stava osservando l'eclissi da una località vicino a Denver, in Colorado, registrò quello che lui ritenne essere un pianeta intramercuriano a circa 3 gradi a sud-ovest del Sole. Stimò che l'oggetto avesse la stessa magnitudine della stella θ Cancri, una stella di quinta grandezza visibile anch'essa durante la fase di totalità. Swift la utilizzò come riferimento per la posizione del presunto pianeta, che si sarebbe trovato sulla congiungente tra il centro del Sole e la stella, a sei o sette minuti d'arco da questa.
Watson e Swift avevano una reputazione di eccellenti osservatori. Watson aveva già scoperto più di venti asteroidi, mentre c'erano diverse comete che già portavano il nome di Swift. Entrambi dissero che l'oggetto era di colore rosso. Watson disse che era osservabile un disco definito, a differenza di quanto accade per le stelle che appaiono nei telescopi come punti di luce, e che la fase mostrata indicava che stesse per raggiungere la congiunzione superiore.
Watson e Swift avevano effettivamente osservato due oggetti che loro credevano non fossero stelle conosciute, ma dopo che Swift ebbe corretto un errore nelle sue coordinate, nessuna di esse combaciava con le altre, né con stelle note. L'idea che quattro oggetti fossero stati osservati durante l'eclissi generò una controversia sulle riviste scientifiche e Watson fu preso in giro dal suo rivale, C. H. F. Peters. Peters sottolineò come il margine di errore nel tratto della matita sul cartone utilizzato da Watson per registrare le osservazioni era sufficientemente grande da includere plausibilmente una stella luminosa già nota. Scettico a riguardo dell'esistenza di Vulcano, Peters liquidò tutte le osservazioni come conseguenza dello scambio di stelle note per pianeti. Peters in effetti riteneva fosse vana la ricerca di Vulcano perché era convinto, erroneamente, che non ci fosse alcuna anomalia nel moto di Mercurio che richiedesse una qualche spiegazione e che i calcoli di Le Verrier e Newcomb non avrebbero dovuto essere presi sul serio perché basati su osservazioni non attendibili.
Gli astronomi continuarono a cercare Vulcano durante le seguenti eclissi solari del 1883, 1887, 1889, 1900, 1901, 1905 e 1908, senza successo.

## Una spiegazione per l'orbita di Mercurio

Animazione della precessione del perielio di Mercurio (animazione non in scala)

Con l'introduzione delle apparecchiature fotografiche nell'osservazione astronomica, la possibilità che potesse esistere un pianeta più interno di Mercurio divenne sempre più improbabile. Edward Charles Pickering nel 1900 e William Wallace Campbell nel 1909 posero limiti molto stringenti a riguardo della luminosità, e quindi delle dimensioni, di un tale oggetto. D'altra parte, l'anomalia nel moto di Mercurio rimaneva inspiegabile.
La soluzione al problema fu proposta nel 1915 da Albert Einstein, con la teoria della relatività generale che fornì un approccio completamente nuovo per comprendere la gravità rispetto alla meccanica newtoniana. Le sue equazioni predissero esattamente il valore misurato della precessione del perielio di Mercurio, senza aver bisogno di ipotizzare l'esistenza di alcun pianeta. La nuova teoria modificò le previsioni orbitali per tutti i pianeti del sistema solare, ma la differenza col valore predetto dalla teoria di Newton decresce rapidamente quanto più ci si allontana dal Sole. Non solo, l'eccentricità dell'orbita di Mercurio aveva permesso di rilevare il fenomeno in modo più chiaro di quanto avrebbero consentito le orbite pressoché circolari di Venere e della Terra.
La teoria di Einstein fu verificata empiricamente durante l'eclissi solare del 29 maggio 1919 misurando la deflessione della luce e gli astronomi si convinsero che Vulcano non potesse esistere.

## Vulcano nella cultura

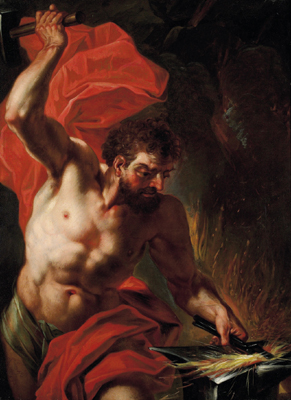
Il dio romano Vulcano nella sua fucina, custode dei segreti del Fuoco.

Il nome Vulcano, assegnato secondo una tradizione che attribuisce ai pianeti del sistema solare le qualità degli Dei della mitologia classica, è quello dell'omonima divinità romana del fuoco e dei metalli, corrispondente al greco Efesto, appropriato per la sua estrema vicinanza al Sole.
Nonostante il pianeta non sia mai stato trovato, il suo nome è divenuto così specifico che l'Unione Astronomica Internazionale, preposta all'assegnazione dei nomi degli oggetti celesti dal 1919, non acconsente che sia utilizzato per altri corpi celesti del sistema solare. Inoltre, è indicato vulcanoide qualsiasi ipotetico asteroide che orbiti attorno al Sole all'interno dell'orbita di Mercurio. Al 2018, nessun vulcanoide è stato scoperto.

### Astrologia ed esoterismo

Simbolo astrologico di Vulcano: √

Vulcano in astrologia è preso raramente in considerazione, ma alcune effemeridi basate sui calcoli di Le Verrier tengono conto della sua orbita. Altre invece, elaborate dal teosofo Douglas Baker, si basano sulle affermazioni fornite dall'esoterista Alice Bailey nel suo Trattato dei 7 Raggi, secondo le quali Vulcano è un pianeta ancora in formazione, dal significato esoterico piuttosto complesso e arcano, la cui sostanza fisica sarebbe costituita da miriadi di frammenti sparsi tra Venere, Mercurio, e il Sole.
Le sue qualità astrologiche sono poste da Baker in analogia a quelle del fuoco, dalla valenza distruttrice ma anche trasformatrice, dotata del potere alchemico-sacrale di forgiare gli elementi.
Anche l'antroposofo Rudolf Steiner menziona spesso Vulcano, considerandolo un organismo spirituale al pari degli altri pianeti, ma che essendo privo di un corpo materiale vivrebbe tuttora negli spazi del sistema solare che circondano la Terra.

### Fantascienza
Nel romanzo A Thousand Years Hence (1882) di Nunsowe Green il pianeta è oggetto di esplorazione. Viene descritto in By Aeroplane to the Sun (1910) di Donald Horner. In The Hell Planet (1932) di Leslie F. Stone, un gruppo di avventurieri che cerca di conquistare il pianeta viene utilizzato dall'autrice per criticare il colonialismo e il maschilismo della cultura umana. In Mathematica (1936) di Vargo Statten, è un pianeta artificiale che porta alla realizzazione dei pensieri di chi gli si avvicina, scoperto da degli esploratori diretti verso Mercurio.
In altri due romanzi, le caratteristiche di Vulcano vengono attribuite a pianeti chiamati in altro modo: Circe in Outlaws of the Sun (1931) e Inferno di Revolt on Inferno (1931), entrambi di Victor Rousseau Emanuel. È ispirato a Vulcano anche Vulcan's Forge (1983) di Poul Anderson, in cui Vulcano è un asteroide dalla superficie di metallo fuso.
Vulcano (nell'originale inglese Vulcan) è anche il nome, nella serie televisiva di fantascienza Star Trek, del pianeta d'origine della specie umanoide dei Vulcaniani, a cui appartengono il sig. Spock, Tuvok e T'Pol. Tale pianeta immaginario è però situato in un altro sistema planetario.